# Madisonville, Texas
Madisonville är administrativ huvudort i Madison County i Texas. Orten har fått sitt namn efter James Madison. Enligt 2010 års folkräkning hade Madisonville 4 396 invånare.